# Ammophila gracillima
Ammophila gracillima là một loài côn trùng cánh màng trong họ Sphecidae, thuộc chi Ammophila. Loài này được Taschenberg miêu tả khoa học đầu tiên năm 1869.